# Lyman (Mississippi)
Lyman é uma Região censo-designada localizada no estado americano de Mississippi, no Condado de Harrison.

## Demografia
Segundo o censo americano de 2000, a sua população era de 1081 habitantes.

## Geografia
De acordo com o United States Census Bureau tem uma área de
21,0 km², dos quais 20,6 km² cobertos por terra e 0,4 km² cobertos por água.

## Localidades na vizinhança
O diagrama seguinte representa as localidades num raio de 24 km ao redor de Lyman.